# Phaeoceros polyandrus
Phaeoceros polyandrus là một loài rêu trong họ Anthocerotaceae. Loài này được Stephani J. Haseg. mô tả khoa học đầu tiên năm 1986.